# Sabulodes oberthuri
Sabulodes oberthuri är en fjärilsart som beskrevs av Frederick H. Rindge 1978. Sabulodes oberthuri ingår i släktet Sabulodes och familjen mätare. Inga underarter finns listade.